# Monoharpur
Monoharpur là một thị trấn thống kê (census town) của quận Hugli thuộc bang Tây Bengal, Ấn Độ.

## Địa lý
Monoharpur có vị trí 22°07′B 88°05′Đ / 22,11°B 88,08°Đ Nó có độ cao trung bình là 4 mét (13 feet).

## Nhân khẩu
Theo điều tra dân số năm 2001 của Ấn Độ, Monoharpur có dân số 20.825 người. Phái nam chiếm 53% tổng số dân và phái nữ chiếm 47%. Monoharpur có tỷ lệ 72% biết đọc biết viết, cao hơn tỷ lệ trung bình toàn quốc là 59,5%: tỷ lệ cho phái nam là 75%, và tỷ lệ cho phái nữ là 69%. Tại Monoharpur, 11% dân số nhỏ hơn 6 tuổi.